# Cobalto (sommergibile)
Il Cobalto è stato un sommergibile della Regia Marina.

## Storia
Dopo l'entrata in servizio prese base ad Augusta.
Compì la sua prima missione offensiva il 30 luglio 1942, nelle acque prospicienti l'isola La Galite; non incontrò comunque unità avversarie.
Intorno all'11-12 agosto 1942 fu inviato, al comando del tenente di vascello Raffaele Amicarelli, a settentrione delle coste della Tunisia, tra Scoglio Fratelli e Banco Skerki: avrebbe dovuto formare, insieme ad altri dieci sommergibili, uno sbarramento subacqueo atto a contrastare un convoglio britannico diretto a Malta nell'operazione «Pedestal»: tale operazione sarebbe poi sfociata nella Battaglia di mezzo agosto.
Alle 13.45 del 12 agosto il sommergibile, in agguato una trentina di miglia a nordest di La Galite, avvistò 12 cacciatorpediniere (facenti parte della scorta di una delle formazioni britanniche impegnate nell'operazione «Pedestal») ad una distanza compresa tra i 18.000 ed i 20.000 metri. Si portò quindi alla quota di 50 metri e diresse per attaccare la squadra britannica, salendo alla quota periscopica per due o tre volte. 
Verso le 14, pronto a lanciare i siluri, si portò a quota periscopica e virò versò nord, ma avvistò subito, a 300 metri di distanza, un cacciatorpediniere che si preparava ad attaccare. Lo scoppio delle prime bombe di profondità (gettate dai cacciatorpediniere HMS Ithuriel e Pathfinder) lo investì mentre era ancora a soli 18 metri, con danni alla torretta ed ai timoni; portatosi poi a 120 metri di profondità, fu fatto segno di un secondo lancio di cariche che mise fuori uso il motore di dritta e provocò vari altri danni, tra i quali la distruzione dell'apparecchiatura radio. Il Cobalto, nonostante i tentativi dell'equipaggio di fermarlo o farlo emergere, continuò a sprofondare, sbandato a poppa, finché, ad un certo punto, iniziò a risalire sbandando frattanto di quasi 90° a sinistra. 
Infine il sommergibile emerse e l'equipaggio si ritrovò bloccato con i portelli deformati; quello prodieri e quello della torretta furono sbloccati ed i serventi del cannone corsero al pezzo per tentare di reagire, ma l'Ithuriel – che si trovava a 300-350 metri di distanza – iniziò a bersagliare il Cobalto con il tiro di cannone e mitragliere (un proiettile centrò la torretta aprendovi un grosso squarcio), cercando poi di speronarlo. 
Non restando altro da fare, fu ordinato di avviare le manovre di autoaffondamento ed abbandonare l'unità. Poco dopo l’Ithuriel investì il sommergibile – che si trovava già in affondamento con la prua fuor d'acqua e la poppa sommersa – sul lato dritto; per poco tempo i due scafi restarono incastrati ed in questo lasso di tempo tre uomini del Cobalto si arrampicarono a bordo dell’Ithuriel tramite cime gettate sul ponte, mentre quattro marinai britannici saltarono a bordo del sommergibile; alle 17.02, comunque, il Cobalto impennò la prua ed andò a fondo. Anche l’Ithuriel riportò seri danni nello speronamento.
L'intero equipaggio fu recuperato e fatto prigioniero dall’Ithuriel, tranne due uomini rimasti uccisi nel combattimento: il sottotenente di vascello Giovanni Gardella ed il marinaio Mario Volpe. Nel tentativo di catturare il Cobalto ormai in affondamento perirono inoltre due marinai inglesi.
Il Cobalto aveva svolto in tutto 3 missioni di guerra, percorrendo in tutto 1604 miglia in superficie e 636 in immersione.